# 12e étape du Tour d'Espagne 2003
Pour un article plus général, voir Tour d'Espagne 2003.
La 12e étape du Tour d'Espagne 2003 a eu lieu le 18 septembre 2003 entre la ville de Cuenca et celle de Albacete, sur une distance de 169 km. Elle a été remportée par l'Italien Alessandro Petacchi (Fassa Bortolo). Il devance l'Allemand Erik Zabel (Telekom) et l'Américain Fred Rodriguez (Vini Caldirola-Saunier Duval). Isidro Nozal (ONCE-Eroski) conserve son maillot or de leader du classement général à l'issue de l'étape.

## Classement de l'étape
| \| Classement de l'étape \| Classement de l'étape \| Classement de l'étape \| Classement de l'étape \| Classement de l'étape \| \| Coureur \| Coureur \| Pays \| Équipe \| Temps \| \| --------------------- \| --------------------- \| --------------------- \| ----------------------------- \| --------------------- \| \| 1er \| Alessandro Petacchi \| Italie \| Fassa Bortolo \| 3 h 41 min 49 s \| \| 2e \| Erik Zabel \| Allemagne \| Telekom \| + 0 s \| \| 3e \| Fred Rodriguez \| États-Unis \| Vini Caldirola-Saunier Duval \| + 0 s \| \| 4e \| Alessandro Bertolini \| Italie \| Alessio \| + 0 s \| \| 5e \| Raphael Schweda \| Allemagne \| Team Bianchi \| + 0 s \| \| 6e \| Ángel Vicioso \| Espagne \| ONCE-Eroski \| + 0 s \| \| 7e \| Francisco Mancebo \| Espagne \| iBanesto.com \| + 0 s \| \| 8e \| Michael Barry \| Canada \| US Postal Service-Berry Floor \| DQ \| \| 9e \| Michael Rasmussen \| Danemark \| Rabobank \| + 0 s \| \| 10e \| Óscar Sevilla \| Espagne \| Kelme-Costa Blanca \| + 0 s \| |                      |            |                               |                 |
| |                      |            |                               |                 |
| |                      |            |                               |                 |
| Classement de l'étape |                      |            |                               |                 |
| Coureur | Coureur              | Pays       | Équipe                        | Temps           |
| 1er | Alessandro Petacchi  | Italie     | Fassa Bortolo                 | 3 h 41 min 49 s |
| 2e | Erik Zabel           | Allemagne  | Telekom                       | + 0 s           |
| 3e | Fred Rodriguez       | États-Unis | Vini Caldirola-Saunier Duval  | + 0 s           |
| 4e | Alessandro Bertolini | Italie     | Alessio                       | + 0 s           |
| 5e | Raphael Schweda      | Allemagne  | Team Bianchi                  | + 0 s           |
| 6e | Ángel Vicioso        | Espagne    | ONCE-Eroski                   | + 0 s           |
| 7e | Francisco Mancebo    | Espagne    | iBanesto.com                  | + 0 s           |
| 8e | Michael Barry        | Canada     | US Postal Service-Berry Floor | DQ              |
| 9e | Michael Rasmussen    | Danemark   | Rabobank                      | + 0 s           |
| 10e | Óscar Sevilla        | Espagne    | Kelme-Costa Blanca            | + 0 s           |

## Classement général
| \| Classement général \| Classement général \| Classement général \| Classement général \| Classement général \| \| Coureur \| Coureur \| Pays \| Équipe \| Temps \| \| ------------------ \| ------------------------- \| ------------------ \| ----------------------------- \| ------------------ \| \| 1er \| Isidro Nozal \| Espagne \| ONCE-Eroski \| 40 h 54 min 29 s \| \| 2e \| Igor González de Galdeano \| Espagne \| ONCE-Eroski \| + 1 min 48 s \| \| 3e \| Manuel Beltrán \| Espagne \| US Postal Service-Berry Floor \| + 3 min 03 s \| \| 4e \| Roberto Heras \| Espagne \| US Postal Service-Berry Floor \| + 3 min 28 s \| \| 5e \| Francisco Mancebo \| Espagne \| iBanesto.com \| + 3 min 40 s \| \| 6e \| Michael Rasmussen \| Danemark \| Rabobank \| + 4 min 04 s \| \| 7e \| Dario Frigo \| Italie \| Fassa Bortolo \| + 4 min 14 s \| \| 8e \| Alejandro Valverde \| Espagne \| Kelme-Costa Blanca \| + 5 min 06 s \| \| 9e \| Aitor González \| Espagne \| Fassa Bortolo \| + 5 min 09 s \| \| 10e \| Unai Osa \| Espagne \| iBanesto.com \| + 5 min 23 s \| |                           |          |                               |                  |
| |                           |          |                               |                  |
| |                           |          |                               |                  |
| Classement général |                           |          |                               |                  |
| Coureur | Coureur                   | Pays     | Équipe                        | Temps            |
| 1er | Isidro Nozal              | Espagne  | ONCE-Eroski                   | 40 h 54 min 29 s |
| 2e | Igor González de Galdeano | Espagne  | ONCE-Eroski                   | + 1 min 48 s     |
| 3e | Manuel Beltrán            | Espagne  | US Postal Service-Berry Floor | + 3 min 03 s     |
| 4e | Roberto Heras             | Espagne  | US Postal Service-Berry Floor | + 3 min 28 s     |
| 5e | Francisco Mancebo         | Espagne  | iBanesto.com                  | + 3 min 40 s     |
| 6e | Michael Rasmussen         | Danemark | Rabobank                      | + 4 min 04 s     |
| 7e | Dario Frigo               | Italie   | Fassa Bortolo                 | + 4 min 14 s     |
| 8e | Alejandro Valverde        | Espagne  | Kelme-Costa Blanca            | + 5 min 06 s     |
| 9e | Aitor González            | Espagne  | Fassa Bortolo                 | + 5 min 09 s     |
| 10e | Unai Osa                  | Espagne  | iBanesto.com                  | + 5 min 23 s     |

## Classements annexes
| Classement par points | Classement par points | Classement par points | Classement par points | Classement par points |
| Coureur               | Coureur               | Pays                  | Équipe                | Points                |
| --------------------- | --------------------- | --------------------- | --------------------- | --------------------- |
| 1er                   | Erik Zabel            | Allemagne             | Telekom               | 112 pts               |
| 2e                    | Alessandro Petacchi   | Italie                | Fassa Bortolo         | 101 pts               |
| 3e                    | Alejandro Valverde    | Espagne               | Kelme-Costa Blanca    | 81 pts                |
| 4e                    | Isidro Nozal          | Espagne               | ONCE-Eroski           | 66 pts                |
| 5e                    | Michael Rasmussen     | Danemark              | Rabobank              | 63 pts                |

| Classement par points | Classement par points | Classement par points | Classement par points | Classement par points |
| Coureur               | Coureur               | Pays                  | Équipe                | Points                |
| --------------------- | --------------------- | --------------------- | --------------------- | --------------------- |
| 1er                   | Erik Zabel            | Allemagne             | Telekom               | 112 pts               |
| 2e                    | Alessandro Petacchi   | Italie                | Fassa Bortolo         | 101 pts               |
| 3e                    | Alejandro Valverde    | Espagne               | Kelme-Costa Blanca    | 81 pts                |
| 4e                    | Isidro Nozal          | Espagne               | ONCE-Eroski           | 66 pts                |
| 5e                    | Michael Rasmussen     | Danemark              | Rabobank              | 63 pts                |

| Classement de la montagne | Classement de la montagne | Classement de la montagne | Classement de la montagne       | Classement de la montagne |
| Coureur                   | Coureur                   | Pays                      | Équipe                          | Points                    |
| ------------------------- | ------------------------- | ------------------------- | ------------------------------- | ------------------------- |
| 1er                       | Félix Cárdenas            | Colombie                  | Labarca-2-Café Baqué            | 132 pts                   |
| 2e                        | Aitor Osa                 | Espagne                   | iBanesto.com                    | 106 pts                   |
| 3e                        | Joan Horrach              | Espagne                   | Milaneza-MSS                    | 97 pts                    |
| 4e                        | Luis Pérez Rodríguez      | Espagne                   | Cofidis-Le Crédit par Téléphone | 62 pts                    |
| 5e                        | Josep Jufré               | Espagne                   | Colchon Relax - Fuenlabrada     | 55 pts                    |

| Classement de la montagne | Classement de la montagne | Classement de la montagne | Classement de la montagne       | Classement de la montagne |
| Coureur                   | Coureur                   | Pays                      | Équipe                          | Points                    |
| ------------------------- | ------------------------- | ------------------------- | ------------------------------- | ------------------------- |
| 1er                       | Félix Cárdenas            | Colombie                  | Labarca-2-Café Baqué            | 132 pts                   |
| 2e                        | Aitor Osa                 | Espagne                   | iBanesto.com                    | 106 pts                   |
| 3e                        | Joan Horrach              | Espagne                   | Milaneza-MSS                    | 97 pts                    |
| 4e                        | Luis Pérez Rodríguez      | Espagne                   | Cofidis-Le Crédit par Téléphone | 62 pts                    |
| 5e                        | Josep Jufré               | Espagne                   | Colchon Relax - Fuenlabrada     | 55 pts                    |

| Classement du combiné | Classement du combiné | Classement du combiné | Classement du combiné           | Classement du combiné |
| Coureur               | Coureur               | Pays                  | Équipe                          | Points                |
| --------------------- | --------------------- | --------------------- | ------------------------------- | --------------------- |
| 1er                   | Isidro Nozal          | Espagne               | ONCE-Eroski                     | 17 pts                |
| 2e                    | Alejandro Valverde    | Espagne               | Kelme-Costa Blanca              | 18 pts                |
| 3e                    | Michael Rasmussen     | Danemark              | Rabobank                        | 20 pts                |
| 4e                    | Luis Pérez Rodríguez  | Espagne               | Cofidis-Le Crédit par Téléphone | 23 pts                |
| 5e                    | Dario Frigo           | Italie                | Fassa Bortolo                   | 34 pts                |

| Classement du combiné | Classement du combiné | Classement du combiné | Classement du combiné           | Classement du combiné |
| Coureur               | Coureur               | Pays                  | Équipe                          | Points                |
| --------------------- | --------------------- | --------------------- | ------------------------------- | --------------------- |
| 1er                   | Isidro Nozal          | Espagne               | ONCE-Eroski                     | 17 pts                |
| 2e                    | Alejandro Valverde    | Espagne               | Kelme-Costa Blanca              | 18 pts                |
| 3e                    | Michael Rasmussen     | Danemark              | Rabobank                        | 20 pts                |
| 4e                    | Luis Pérez Rodríguez  | Espagne               | Cofidis-Le Crédit par Téléphone | 23 pts                |
| 5e                    | Dario Frigo           | Italie                | Fassa Bortolo                   | 34 pts                |

| Classement par équipes | Classement par équipes          | Classement par équipes | Classement par équipes |
| Équipe                 | Équipe                          | Pays                   | Temps                  |
| ---------------------- | ------------------------------- | ---------------------- | ---------------------- |
| 1re                    | ONCE-Eroski                     | Espagne                | 122 h 47 min 22 s      |
| 2e                     | iBanesto.com                    | Espagne                | + 3 min 01 s           |
| 3e                     | Kelme-Costa Blanca              | Espagne                | + 18 min 32 s          |
| 4e                     | Euskaltel-Euskadi               | Espagne                | + 22 min 57 s          |
| 5e                     | Cofidis-Le Crédit par Téléphone | France                 | + 27 min 41 s          |

| Classement par équipes | Classement par équipes          | Classement par équipes | Classement par équipes |
| Équipe                 | Équipe                          | Pays                   | Temps                  |
| ---------------------- | ------------------------------- | ---------------------- | ---------------------- |
| 1re                    | ONCE-Eroski                     | Espagne                | 122 h 47 min 22 s      |
| 2e                     | iBanesto.com                    | Espagne                | + 3 min 01 s           |
| 3e                     | Kelme-Costa Blanca              | Espagne                | + 18 min 32 s          |
| 4e                     | Euskaltel-Euskadi               | Espagne                | + 22 min 57 s          |
| 5e                     | Cofidis-Le Crédit par Téléphone | France                 | + 27 min 41 s          |